# Kostel svaté Barbory (Manětín)
Hřbitovní kostel sv. Barbory v Manětíně je barokní chrám vystavěný v roce 1697. Jedná se o prostou stavbu zbudovanou na vysoké terase. Je chráněn jako kulturní památka České republiky.

## Architektura

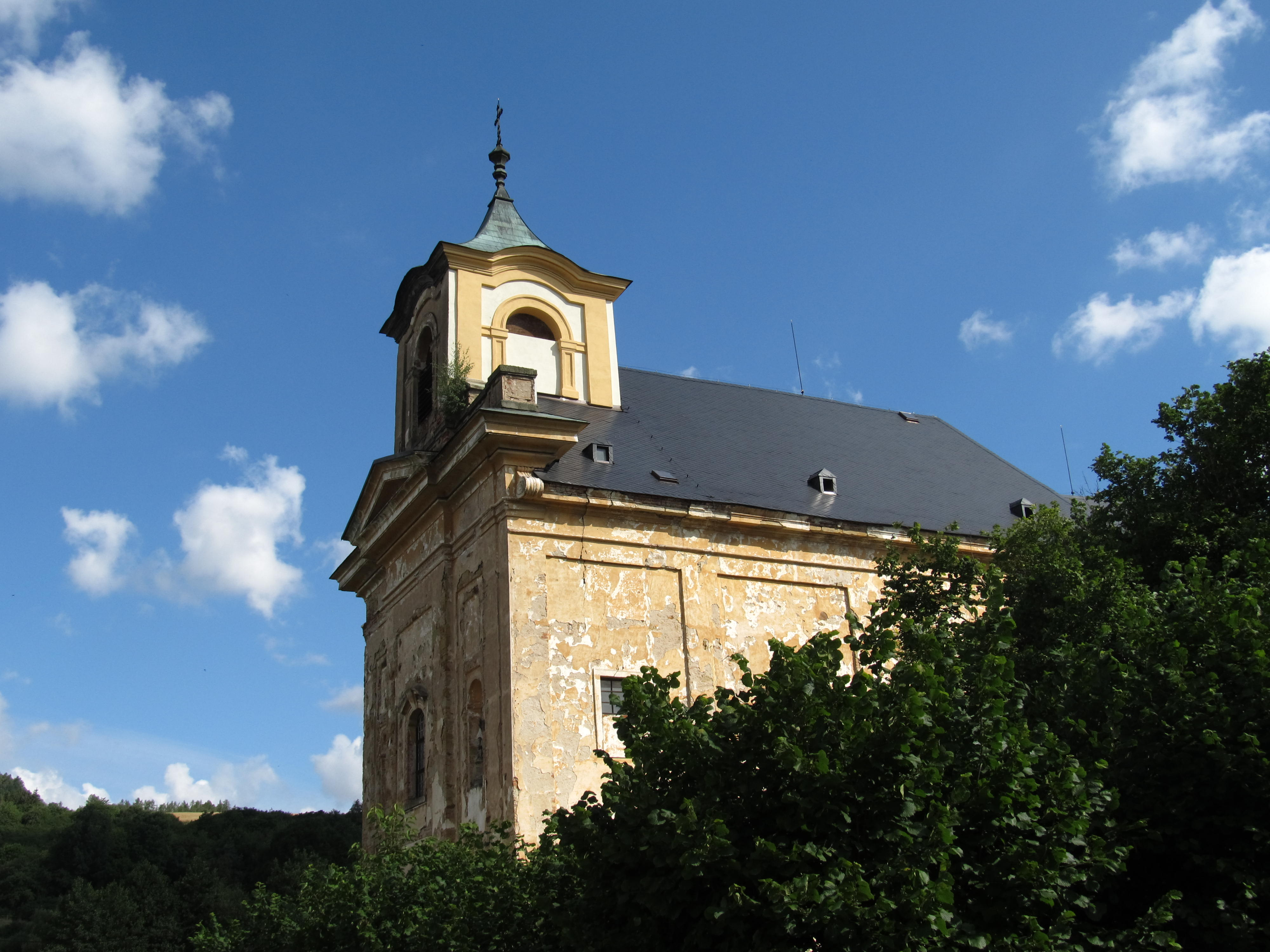
Kostel sv. Barbory, pohled od jihu

Presbytář obdélníkový jen o něco málo užší než loď, zakončený dvěma sešikmenými rohy. K bokům presbytáře přiléhají obdélníkové kaple. Loď obdélníková, má tři pole valené výsečové klenby, pole jsou odděleny pasy. Při zdech silné pilíře z nichž vybíhají pasy a přístěnné arkády. V bocích nízká široká okna polokruhově zaklenutá.
Kruchta má dvě potrojné arkády nad sebou, plné zdivo až ke klenbě. Střední arkáda značně větší než arkády postranní.
V průčelí nad hlavním vchodem okno obdélníkové, segmentovitě zaklenuté, nahoře zdobené barokní římsou, po stranách výklenky s barokními sochami. Vpravo sv. František Xaverský (letopočet 1758), vlevo sv. Antonín Paduánský (letopočet 1760). Pod věží v klenuté kobce se nalézá studna, přístup k ní jednak vchodem pod vnějším schodištěm, dále z kostela dvěma točitými schodišti pod kruchtou.

### Program záchrany architektonického dědictví
V rámci Programu záchrany architektonického dědictví bylo v letech 1995–2014 na opravu památky čerpáno 2 870 000 Kč.
| Rok    | 2010 | 2011 | 2012 | 2003 | 2014 |
| ------ | ---- | ---- | ---- | ---- | ---- |
| Částka | 640  | 810  | 420  | 400  | 600  |

V roce 2020 mělo být na opravy vynaloženo 1,5 mil. Kč.

## Kaple sv. Josefa

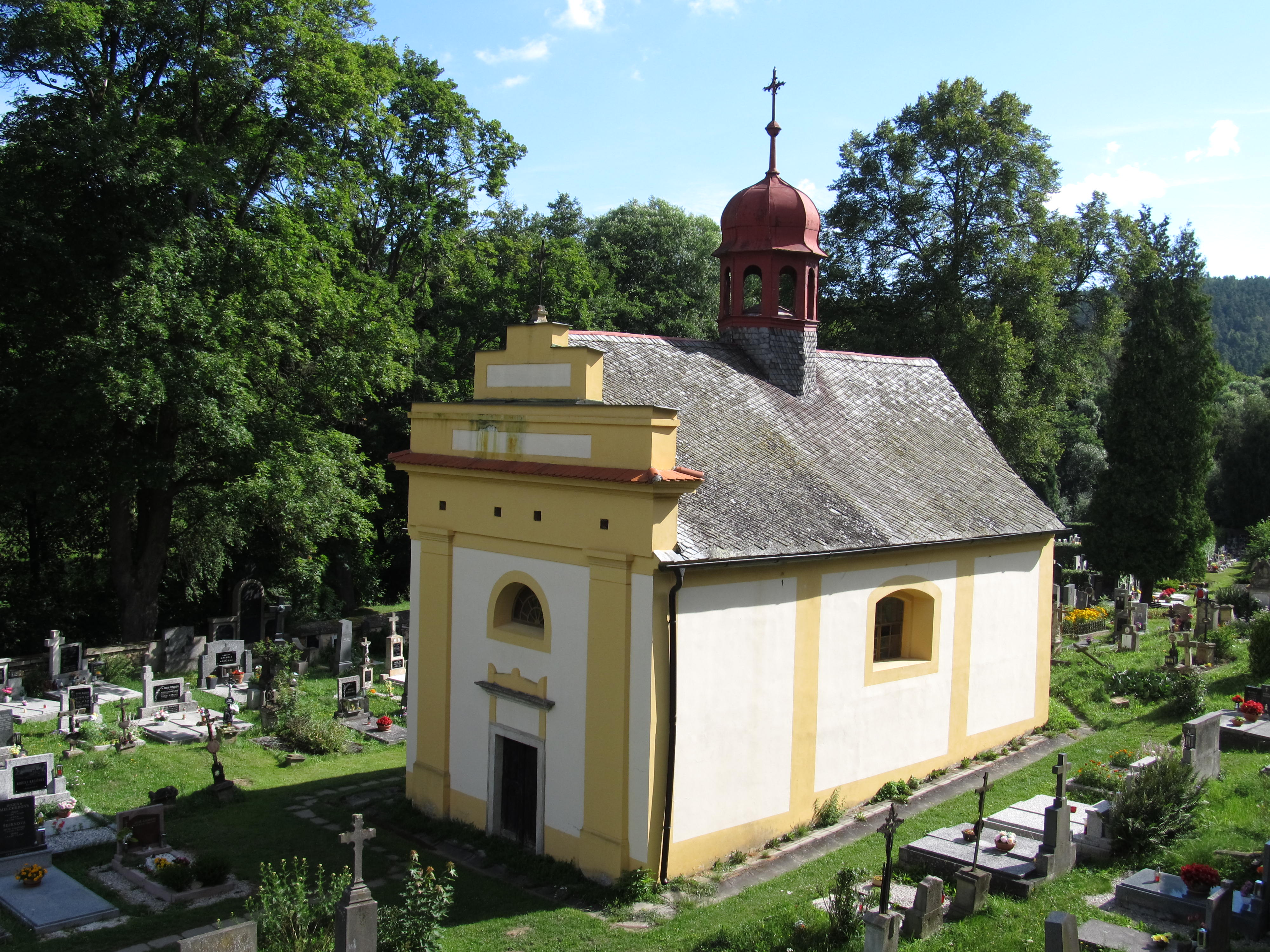
Kaple sv. Josefa na hřbitově pod kostelem

Severně od kostela na hřbitově kaple sv. Josefa (původně sv. Matouše), vystavěná původně r. 1612, r. 1816 obnovená. Pod kaplí neveliká hrobka.